# Bardaskan
Bardaskan (persiska: بَردَس۫کَن۫) är en stad i nordöstra Iran, i provinsen Razavikhorasan. Vid folkräkningen 2006 var dess befolkning 23 142. Staden är administrativt centrum för delprovinsen (shahrestan) Bardaskan.